# Перовское сельское поселение
Перовское се́льское поселе́ние (укр. Перовське сільське поселення, крымскотат. Перово кой юрту, Бадана кой юрту) — муниципальное образование в составе Симферопольского района Республики Крым России.

## География
Поселение расположено в центре района, у южных окраин Симферополя, состоит из 2-х частей, разделённых территорией Чистенского сельского поселения. Восточная часть примыкает к Симферополю с юга и простирается до границы с Бахчисарайским районом и Добровским сельским поселением на востоке. Другая часть примыкает к городу на западе, граничит, кроме Чистенского, с Пожарским, Новосёловским, Родниковским и Укромновским сельскими поселениями.
Площадь поселения 223,67 км².

## Население
| 2001    | 2014    | 2015    | 2016    | 2017    | 2018    | 2019    |
| ------- | ------- | ------- | ------- | ------- | ------- | ------- |
| 15 028  | ↗16 451 | ↗16 505 | ↗16 696 | ↗16 826 | ↗16 960 | ↗17 023 |
| 2020    | 2021    |         |         |         |         |         |
| ↗17 183 | ↘17 044 |         |         |         |         |         |

## Состав
В состав поселения входят 16 сёл:
| №  | Населённый пункт | Тип населённого пункта | Население |
| -- | ---------------- | ---------------------- | --------- |
| 1  | Перово           | село, центр            | ↗3995     |
| 2  | Весёлое          | село                   | ↘137      |
| 3  | Дубки            | село                   | ↗2256     |
| 4  | Залесье          | село                   | ↘1063     |
| 5  | Каштановое       | село                   | ↗1028     |
| 6  | Кизиловое        | село                   | ↗680      |
| 7  | Клиновка         | село                   | ↘116      |
| 8  | Ключи            | село                   | ↗323      |
| 9  | Константиновка   | село                   | ↗1354     |
| 10 | Молочное         | село                   | ↗330      |
| 11 | Новониколаевка   | село                   | ↗375      |
| 12 | Обрыв            | село                   | ↗80       |
| 13 | Партизанское     | село                   | ↗2079     |
| 14 | Тёплое           | село                   | ↘20       |
| 15 | Топольное        | село                   | ↘181      |
| 16 | Украинка         | село                   | ↗3357     |

## История
В 1957 году был образован Перовский сельский совет, в связи с передачей села Заводское в состав Симферополя и ликвидацией Заводского сельсовета, центр которого был перенесён в Перово. На 15 июня 1960 года в составе совета числилось 7 сёл:

| - Дубки - Залесье - Кирпичное - Молочное | - Новониколаевка - Обрыв - Перово |

Указом Президиума Верховного Совета УССР «Об укрупнении сельских районов Крымской области», от 30 декабря 1962 года Симферопольский район был упразднён и сельсовет присоединили к Бахчисарайскому. 1 января 1965 года, указом Президиума ВС УССР «О внесении изменений в административное районирование УССР — по Крымской области», вновь включили в состав Симферопольского. Решением Крымского областного Совета депутатов трудящихся от 6 августа 1965 года № 675 были объединены Партизанский и Перовский сельсоветы, село Ключевое передано из Чистенского сельсовета в Перовский. На 1 января 1968 года совет обрёл нынешний состав.
С 12 февраля 1991 года село в восстановленной Крымской АССР, 26 февраля 1992 года переименованной в Автономную Республику Крым. С 21 марта 2014 года в составе Крыма аннексировано Россией. Законом «Об установлении границ муниципальных образований и статусе муниципальных образований в Республике Крым» от 4 июня 2014 года территория административной единицы была объявлена муниципальным образованием со статусом сельского поселения.